# Шведский военный контингент в Афганистане
Шведский военный контингент в Афганистане — подразделение вооружённых сил Швеции, созданное в 2002 году. В 2002 - 2014 гг. действовало в составе сил ISAF.

## История
18 января 2002 года риксдаг утвердил решение о отправке военнослужащих в Афганистан. Первые военнослужащие прибыли в Афганистан в конце 2002 года и были размещены на военной базе "Camp Warehouse" в Кабуле, в дальнейшем они были подчинены региональному командованию "Север", размещены на военной базе "Camp Northern Lights" на юго-восточной окраине города Мазари-Шариф и действовали в основном в северной части страны.
25 ноября 2005 года в районе города Мазари-Шариф подорвался на мине джип Toyota Landcruiser шведского контингента, были ранены четыре военнослужащих Швеции (двое из них позже умерли от полученных ранений).
14 апреля 2007 года в 20 милях юго-западнее города Мазари-Шариф подорвался на мине джип Toyota Landcruiser шведского контингента, была разрушена передняя часть автомашины и ранен один военнослужащий Швеции.
16 июня 2007 года на улице города Мазари-Шариф рядом с джипом Mercedes Geländewagen шведского контингента сработало взрывное устройство, в автомашину попали осколки, но пострадавших не имелось.
13 января 2008 года шведский патруль (четыре военнослужащих на двух автомашинах) был атакован. Пострадавших не имелось, но одна автомашина была выведена из строя.
23 апреля 2009 года в 22:50 западнее города Мазари-Шариф шведская автоколонна из четырёх машин была обстреляна из стрелкового оружия и гранатомёта. Пострадавших не имелось, но в машины попало несколько пуль и у одной из них были повреждены шины.
11 ноября 2009 года в 40 км к западу от Мазари-Шарифа при подрыве на мине броневика RG-32M были ранены 5 солдат шведского контингента ISAF и убит афганец-переводчик шведского контингента ISAF.
7 февраля 2010 года в 35 км к западу от Мазари-Шариф неизвестный в форме сотрудника афганской полиции открыл огонь по шведскому патрулю, были убиты два и ранен ещё один солдат шведского контингента ISAF, а также застрелен афганец-переводчик шведского контингента ISAF.
15 марта 2010 года шведско-финский патруль был обстрелян из стрелкового оружия, пострадавших не имелось.
16 октября 2010 года в 40 км западнее города Мазари-Шариф была подорвана и обстреляна бронемашина Pansarterrängbil-203 шведского контингента (был убит 1 и ранены 2 военнослужащих Швеции).
1 апреля 2011 года в ходе нападения на здание миссии ООН в Мазари-Шарифе был убит гражданин Швеции Joakim Dungel.
По состоянию на 1 августа 2013 года численность контингента составляла 259 военнослужащих.
В 2013 году конгресс Социал-демократической рабочей партии Швеции при поддержке Ассоциации солидарности с Афганистаном и других общественных организаций выдвинул требование к правительству страны о проверке информации относительно участии страны в войне в Афганистане (9 июля 2015 года общественная комиссия была сформирована, в ходе ее деятельности было выявлено несоответствие сведений о финансовых расходах на участие в военной операции).
28 декабря 2014 года было объявлено, что операция «Несокрушимая свобода» в Афганистане завершена. Тем не менее, боевые действия продолжались и иностранные войска остались в стране - в соответствии с начатой 1 января 2015 года операцией «Решительная поддержка», хотя общая численность войск (в том числе, контингента Швеции) была уменьшена.
В июне 2020 года численность шведских войск в Афганистане составляла 13 военнослужащих.
14 апреля 2021 года президент США Джо Байден объявил о планах начала вывода американских войск из Афганистана в мае 2021 с завершением этого процесса к 11 сентября 2021 года. В этот же день решение о выводе войск «в течение нескольких следующих месяцев» приняли страны НАТО. 25 мая 2021 года Швеция завершила эвакуацию войск и участие в операции.
15-16 августа 2021 года силы талибов окружили и заняли Кабул. 15 августа 2021 Швеция закрыла посольство в Кабуле и 16 августа 2021 - эвакуировала дипломатический персонал (19 человек) вертолётом в международный аэропорт города Доха (Катар). В это же время правительство Швеции приняло решение отправить в Афганистан самолёты для эвакуации оставшихся в стране иностранных граждан и афганских беженцев. Всего до завершения операции 27 августа 2021 из международного аэропорта в Кабуле с помощью Швеции были вывезены 1100 человек (в числе которых были все афганские сотрудники посольства Швеции и некоторые работники министерства обороны Афганистана).

## Результаты
По официальным данным правительства Швеции, всего с начала участия в операции до апреля 2017 года в ней участвовали 8 тысяч военнослужащих вооружённых сил Швеции. Потери шведского контингента в Афганистане составили 6 военнослужащих погибшими и свыше 30 военнослужащих ранеными, военные расходы превысили 27,5 млрд шведских крон. Однако в ходе начатой летом 2015 года проверки расходов Швеции на войну в Афганистане было установлено, что фактические затраты на участие в военной операции превышали официально объявленные ранее суммы. Как отметил бывший министр обороны Швеции Т. Петерсон, в отчете государственного ревизионного управления за 2011 год (RiR 2011:14) прямо отмечено, что государственные расходы Швеции на участие в войне в Афганистане занижены, так как включают лишь прямые расходы на участие в операции, в то время как все косвенные расходы (подготовка военнослужащих, аренда самолётов для их доставки в Афганистан, реабилитация солдат, специальное оборудование и т.д.) — не включены.
Помимо военного контингента, граждане Швеции действовали в составе миротворческих сил ООН, которые находились в Афганистане в рамках миссии United Nations Assistance Mission in Afghanistan, также Швеция направила специалистов в полицейский контингент Евросоюза, который с 2007 года действовал на территории Афганистана по программе EUPOL — Afghanistan.
В перечисленные выше потери не включены потери «контрактников» сил коалиции (сотрудники иностранных частных военных и охранных компаний, компаний по разминированию, операторы авиатехники, а также иной гражданский персонал, действующий в Афганистане с разрешения и в интересах стран коалиции):
- по данным из открытых источников, в числе потерь «контрактников» международной коалиции в войне в Афганистане - по меньшей мере 2 убитых контрактника-афганца шведского контингента ISAF[11][12]